# يوري ميسياس
يوري دي جيسوس ميسياس (بالإنجليزية: Yuri de Jesus Messias)‏ لاعب كرة قدم برازيلي ، لعب سابقاً لنادي الجبلين في خط الهجوم.